# Manden der drømte at han vågnede
|  | Denne artikel er oprettet af botten Steenthbot ud fra en ekstern database. Den kan derfor have sproglige fejl eller mangler. Denne skabelon kan fjernes efter kontrol af indholdet. |

Manden der drømte at han vågnede er en dansk kortfilm fra 1982 instrueret af Åke Sandgren efter eget manuskript.

## Medvirkende
- Ole Meyer
- Erno Müller
- Merete Voldstedlund